# Lipowiec (Reskowo)
Lipowiec (dodatkowa nazwa w j. kaszub. Lëpówc) – część wsi Reskowo w Polsce, położona w województwie pomorskim, w powiecie kartuskim, w gminie Chmielno, na Pojezierzu Kaszubskim, na terenie Kaszubskiego Parku Krajobrazowego. Wchodzi w skład sołectwa Reskowo.
W latach 1975–1998 Lipowiec administracyjnie należał do województwa gdańskiego.